# Jomutovo (Oriol)
Jomutovo (ruso: Хомуто́во) es un asentamiento de tipo urbano de Rusia, capital del raión de Nóvaya Derevnia en la óblast de Oriol.
En 2023, la localidad tenía una población de 3874 habitantes. Su término municipal, que se ciñe al propio casco urbano, se ubica al sureste del vecino asentamiento rural de Nóvaya Derevnia, del cual Jomutovo alberga la sede administrativa sin formar parte del mismo.
Se ubica sobre la carretera 54K-6, a medio camino entre Verjovye y Krásnaya Zariá.

## Historia
Se ubica en un lugar habitado en época medieval por los viátichi, pero que después pasó a estar casi deshabitado hasta el siglo XIX. En 1870 se abrió aquí una estación del ferrocarril de Oriol a Yelets, lo que dio lugar a la formación de un poblado ferroviario llamado "Jomutovo", en torno a lo que hasta entonces era un pequeño jútor homónimo. Al mismo tiempo, a escasos metros se desarrolló notablemente una localidad rural con estatus de aldea (derevnia) que fue llamada simplemente "Nóvaya Derevnia" ("nueva aldea"). En 1935, al definirse los raiones de la óblast de Kursk, se creó el actual raión de Nóvaya Derevnia, que pese a su topónimo tenía sede en el vecino poblado ferroviario de Jomutovo. En 1937, el área pasó a formar parte de la óblast de Oriol. En 1972, Nóvaya Derevnia se integró como barrio en el casco urbano de Jomutovo, que adoptó desde entonces el estatus de asentamiento de tipo urbano; pese a ello, el raión sigue manteniendo el topónimo como recuerdo de la antigua aldea.